# Chimarra moesta
Chimarra moesta är en nattsländeart som beskrevs av Banks 1924. Chimarra moesta ingår i släktet Chimarra och familjen stengömmenattsländor. Inga underarter finns listade i Catalogue of Life.